# Birdpen
Birdpen est un groupe de rock britannique, composé de Dave Pen, guitariste et chanteur dans Archive, et de Mike Bird.

## Histoire
Après avoir autoproduit cinq EP depuis 2003, BirdPen sort son premier album On/Off/Safety/Danger en 2009, suivi de Global Lows en 2012 et de In the company of imaginary Friends à l'automne 2014.

## Formation
- David Penney : chant, guitare, clavier
- Mike Bird : guitare, clavier